# Cross over
Cross over war ein Musikfestival und eine Wettbewerbsveranstaltung für junge Nachwuchsbands und -musiker, das ab 2003 alljährlich im Frühjahr in der thüringischen Kreisstadt Meiningen durchgeführt wurde. Initiiert und organisiert wurde Cross over von der Meiningerin Susanne Klapka.

## Durchführung
Der Nachwuchswettbewerb ist in die drei Kategorien Hip-Hop, Rock & Pop und Freestyle unterteilt, wobei in die Kategorie Freestyle jene Bands und Musiker eingeteilt werden, die wegen ihrer Stilrichtung nicht in eine der beiden anderen Kategorien eingeordnet werden können. Dies sind zum Beispiel Musikstile wie Gothic Rock, Grunge oder Blues. Das Festival soll jungen, neu gegründeten und noch relativ unbekannten Bands und Musikern ein Podium schaffen, sich der Öffentlichkeit zu präsentieren und um im Wettstreit mit anderen Bands ihr eigenes Können einschätzen zu können.
Bewerben konnte sich bundesweit jede junge Band und jeder junge Musiker, der noch keine größeren Erfolge sowie noch keine Musik- und Plattenproduktionen vorweisen kann.
Der Gewinner konnte bis 2008 in einem Tonstudio eine CD aufnehmen. Ab 2009 nahm der Sieger beim „Thüringen Grammy“ teil. Alle anderen Teilnehmer werden bei ihrer weiteren Entwicklung von erfahrenen Musikern begleitet und erhalten die Möglichkeit, bei regionalen Events vor größerem Publikum aufzutreten.

## Preisträger
- 2003: Premiere, noch keine Preisträger
- 2004: Freitags frei (seit 2009 Mrs. Frizzle), Universität Erfurt (Rock)
- 2005: Logjam aus Meiningen (Rock & Blues) und Cherry Hill aus Stedtlingen (Hiphop)
- 2006: Old Slush aus Schmalkalden (Rock & Pop) und Confusion in progress aus Themar (Freestyle)
- 2007: Le Freak aus Erfurt (Rock & Pop) und Kackstift aus Dermbach (Freestyle)
- 2008: Intro aus Oberhof (Rock & Pop)
- 2009: Riplay aus Trusetal (Rock & Pop)
- 2010: Moan aus Ilmenau (Rock & Pop)
- 2011: Gruenschnabel aus Bad Salzungen (Rock & Pop)
- 2012: Exited Rain aus Schmalkalden (Rock & Pop)